# Affaire de la chaufferie de La Défense
 (mars 2025).
L'affaire de la chaufferie de La Défense est une affaire politico-financière française impliquant les maires de Puteaux (Hauts-de-Seine) successifs Charles Ceccaldi-Raynaud (1925-2019) et Joëlle Ceccaldi-Raynaud.

## Chronologie
- 1998: Le Syndicat mixte de chauffage urbain de La Défense (SICUDEF) attribue un marché de plusieurs centaines de millions d’euros relatif au chauffage et de la climatisation du quartier de La Défense au groupement d'entreprises Enerpart-Vatech-Soffimat[1].
- Charles Ceccaldi-Raynaud, sénateur-maire de Puteaux, est soupçonné d’avoir perçu une commission de cinq millions de francs sur un total de 35 millions de francs versés sous forme de pots-de-vin à différents dirigeants du Sicudef. Les investigations mettent en évidence d’importantes sommes sur des comptes ouverts au Luxembourg par la famille Ceccaldi-Raynaud.
- 2007: Charles Ceccaldi-Raynaud est mis en examen pour corruption passive et favoritisme.
- Septembre 2015: un article de Mediapart évoque le retrait par Joëlle Ceccaldi-Raynau, maire de Puteaux, de 102 lingots d'or (d'une valeur estimée à l'époque à 2 millions d'euros). 865 000 euros sont transférés d'un compte non-déclaré au Luxembourg après conversion en numéraire en 2004 à sa fille Émilie Franchi. Charles Ceccaldi-Raynaud suggère que ces fonds proviennent de pots-de-vin relatif à ce marché truqué et accuse sa fille d'en avoir bénéficié. Joëlle Ceccaldi-Raynaud déclare que ces sommes importantes proviennent de l'héritage d'une grand-mère corse[2].
- novembre 2015 : un juge d'instruction convoque Joëlle Ceccaldi-Raynau dans le cadre de l'enquête sur le marché truqué du chauffage de La Défense. Elle reconnait devant un juge d'instruction l'existence d'un compte occulte luxembourgeois et un transfert de fonds à ses enfants.
- Mai 2016: Une enquête préliminaire contre X est confiée à l'Office central de lutte contre la corruption et les infractions financières et fiscales (OCLIFF) pour blanchiment de fraude fiscale.
- Janvier 2017 : L'enquête préliminaire vise nommément Joëlle Ceccaldi-Raynaud, maire LR de Puteaux.
- 4 décembre 2020: Joëlle Ceccaldi-Raynaud est mise en examen pour blanchiment de fraude fiscale aggravée[2].
- 11 janvier 2021 : le tribunal correctionnel de Nanterre annule l’intégralité de la procédure. Cette décision est prise au regard de l’atteinte au droit à un procès équitable, due au délai trop important entre le début de la procédure et la tenue du procès. Le parquet fait appel de cette décision[3],[4].
- 9 novembre 2022 : la Cour de Cassation a cassé l'annulation du procès dit de "la chaufferie de La Défense", décidée en 2021 après près de vingt ans d'enquête. Dans son arrêt, la Cour de cassation a estimé que "le dépassement du délai raisonnable défini à l'article 6, § 1, de la Convention de sauvegarde des droits de l'homme et des libertés fondamentales est sans incidence sur la validité de la procédure"[5].
- 17 janvier 2024 : Trois personnes (Antoine Benetti, Laurent Gimmel et Alain Pedretti)  sont condamnées à des peines de prison avec sursis et des amendes[6].